# Смъртоносни змии
Смъртоносните змии (Acanthophis) са род влечуги от семейство Аспидови (Elapidae).
Таксонът е описан за пръв път от Франсоа Мари Доден през 1803 година.

## Видове
- Acanthophis antarcticus
- Acanthophis cryptamydros
- Acanthophis hawkei
- Acanthophis laevis
- Acanthophis praelongus
- Acanthophis pyrrhus
- Acanthophis rugosus
- Acanthophis wellsi